# Jound al-Cham (Liban)
Pour les articles homonymes, voir Jound al-Cham.
 (janvier 2010).
Si vous disposez d'ouvrages ou d'articles de référence ou si vous connaissez des sites web de qualité traitant du thème abordé ici, merci de compléter l'article en donnant les références utiles à sa vérifiabilité et en les liant à la section « Notes et références ».
Le Jound al-Cham (en arabe : جند الشام, les soldats du Levant) est un mouvement islamiste djihadiste salafiste palestinien installé dans le camp palestinien d'Aïn al-Héloué près de Saïda (Sidon) dans le sud du Liban. Des membres de Jound al-Cham auraient intégré le Fatah al-Islam. Le mouvement est également lié à Usbat al-Ansar (la Ligue des partisans), également installé à Ain al-Héloué. Il est placé dans la liste officielle des organisations considérées comme terroristes par la Russie, depuis 2006.
Pendant la guerre civile syrienne, ils participent à des opérations contre l'État de Bachar al-Assad. En août 2013, deux membres de Jound al-Cham de Tripoli sont tués dans un attentat-suicide dans le district de Homs. Dix-sept hommes de cette organisation, originaires de Tripoli, sont tués dans une embuscade menée par l'armée syrienne, alors que ces hommes allaient rejoindre les miliciens d'al-Mahmoud. Cette organisation a été accusée d'avoir massacré des dizaines de chrétiens syriens dans la vallée des chrétiens (Wadi al-Nasara) à la frontière libanaise (gouvernorat de Homs) en août 2013.